# Tokachi
El mont Tokachi (十勝岳, Tokachidake) és un volcà del Japó situat a l' illa d'Hokkaido. Està format per diversos estratovolcans entrellaçats i doms de lava que culminen a 2.077 metres sobre el nivell del mar. La seva darrera erupció va tenir lloc el 2004 i les de 1925 i 1962 van causar víctimes i importants destrosses.

## Història
La primera erupció documentada va tenir lloc el 1857 i des d'aleshores ha entrat en erupció 18 vegades, la darrera de les quals va tenir lloc del 25 de febrer al19 d'abril de 2004.Altres erupcions anteriors s'han datat utilitzant de carboni 14 i tefrocronologia, inclosa la de 1670, l'única que ha emès colades de lava. L'erupció del 20 de novembre de 1925 a setembre de 1927 és un dels més importants, provocant l'enfonsament parcial del flanc occidental del con volcànic, donant lloc a una gran allau de runes i lahars que van provocar 146 morts i la destrucció de 5.080 cases. La segona més important va tenir lloc del 29 de juny a setembre de 1962 i va provocar cinc morts.